# Chitarra suona più piano/Lontano, lontano
Chitarra suona più piano/Lontano, lontano è un 45 giri di Nicola Di Bari, pubblicato nel dicembre 1971 che arriva in prima posizione nella classifica dei 45 giri dal 29 gennaio 1972 e vi rimane per sette settimane. Il brano inciso sul lato B è una cover del capolavoro di Luigi Tenco Lontano, lontano.

## Chitarra suona più piano
Chitarra suona più piano è un brano musicale del 1971 che ha vinto l'edizione di Canzonissima del 1971, davanti a Via del Conservatorio di Massimo Ranieri. Inoltre il disco raggiunse anche il primo posto della hit parade italiana.

### Altre versioni
- 1972 - Los Catinos, realizzarono una versione in spagnolo con il titolo Guitarra suena mas bajo (La Hora) inserita nella raccolta Grandes éxitos de ... Los Catinos del 1998 (Divucsa, 32-578).
- 1989 - Mina nel suo album Uiallalla

## Tracce
- Lato A
  - Chitarra suona più piano (testo: Franca Evangelisti - musica: Nicola Di Bari, Marcello Marrocchi)

Arrangiatori: Guido De Angelis, Maurizio De Angelis
Coro: 4+4 di Nora Orlandi 
- Lato B
  - Lontano, lontano (Luigi Tenco)

Orchestra: Gian Piero Reverberi 